# Thynnascaris incurva
Thynnascaris incurva är en rundmaskart. Thynnascaris incurva ingår i släktet Thynnascaris och familjen Anisakidae. Inga underarter finns listade i Catalogue of Life.